# ISO 3166-2:CH

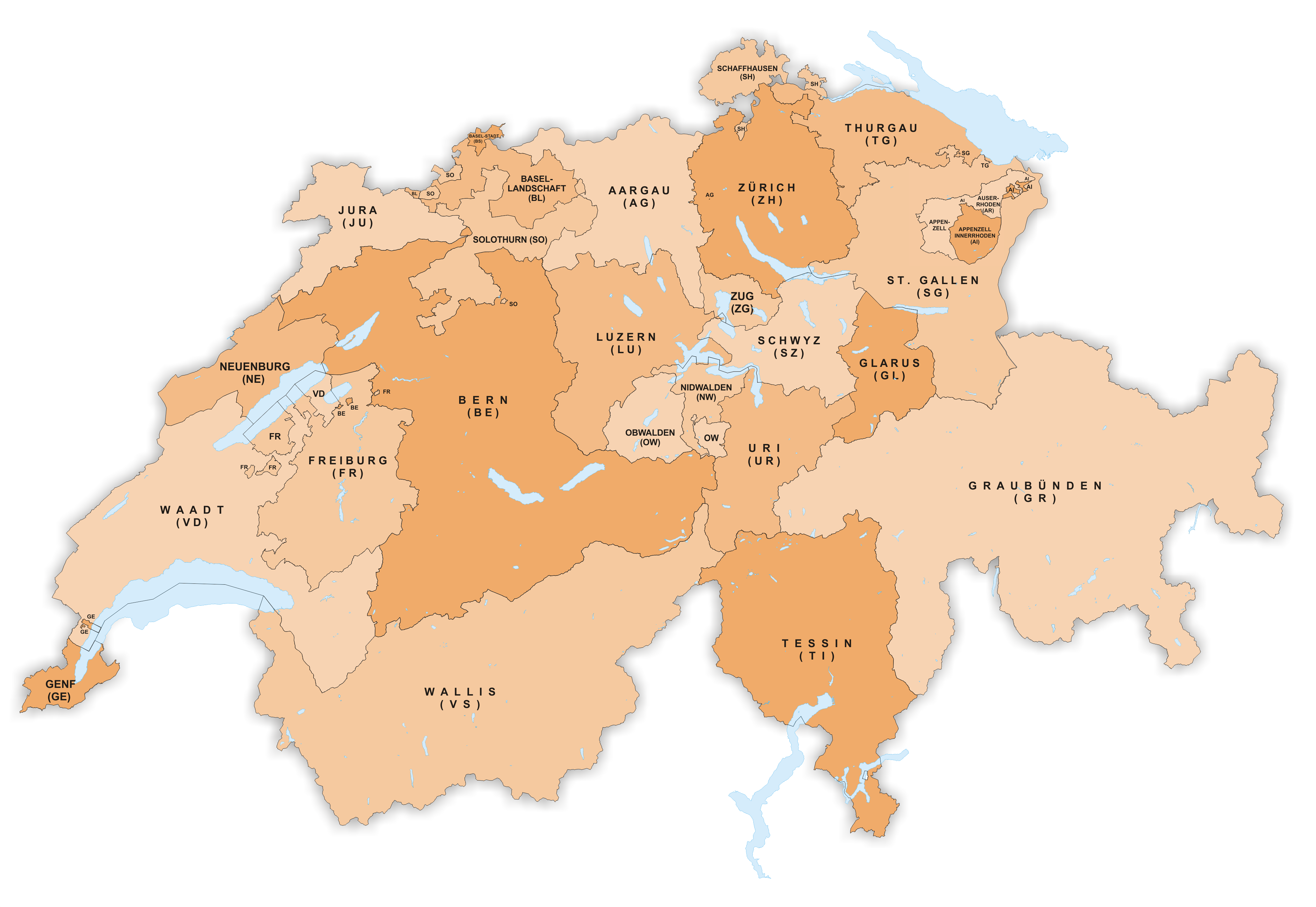
Esta imagen es relevante por ser un territorio grande con varios países

ISO 3166-2:CH es la entrada para Suiza en ISO 3166-2, parte de los códigos de normalización ISO 3166 publicados por la Organización Internacional de Normalización (ISO), que define los códigos para los nombres de las principales subdivisiones (p.ej., provincias o estados) de todos los países codificados en ISO 3166-1.
CH es el acrónimo de Confoederatio Helvetica (en castellano: Confederación Helvética), nombre en latín de Suiza. En la actualidad, para Suiza, los códigos ISO 3166-2 se definen para 26 cantones.
Cada código consta de dos partes, separadas por un guion. La primera parte es CH, el código ISO 3166-1 alfa-2 para Suiza. La segunda parte tiene dos letras, que indican el cantón.

## Códigos actuales
Los nombres de las subdivisiones se ordenan según el estándar ISO 3166-2 publicado por la Agencia de Mantenimiento ISO 3166 (ISO 3166/MA).
Los códigos ISO 639 se usan para representar los nombres de las subdivisiones en los siguientes idiomas oficiales:
- (de): Alemán
- (fr): Francés
- (it): Italiano
- (rm): Romanche

Pulsa sobre el botón en la cabecera para ordenar cada columna.
| Código | Nombre de la subdivisión (es) |
| ------ | ----------------------------- |
| CH-AG  | Argovia                       |
| CH-AI  | Appezell Rodas Interiores     |
| CH-AR  | Appenzell Rodas Exteriores    |
| CH-BE  | Berna                         |
| CH-BL  | Basilea-Campiña               |
| CH-BS  | Basilea-Ciudad                |
| CH-FR  | Friburgo                      |
| CH-GE  | Ginebra                       |
| CH-GL  | Glaris                        |
| CH-GR  | Grisones                      |
| CH-JU  | Jura                          |
| CH-LU  | Lucerna                       |
| CH-NE  | Neuchâtel                     |
| CH-NW  | Nidwalden                     |
| CH-OW  | Obwalden                      |
| CH-SG  | San Galo                      |
| CH-SH  | Schaffhausen                  |
| CH-SO  | Soleura                       |
| CH-SZ  | Schwyz                        |
| CH-TG  | Turgovia                      |
| CH-TI  | Tesino                        |
| CH-UR  | Uri                           |
| CH-VD  | Vaud                          |
| CH-VS  | Valais                        |
| CH-ZG  | Zug                           |
| CH-ZH  | Zúrich                        |

## Cambios
Los siguientes cambios de entradas han sido anunciados en los boletines de noticias emitidos por el ISO 3166/MA desde la primera publicación del ISO 3166-2 en 1998, cesando esta actividad informativa en 2013.
| Informe                       | Fecha de emisión | Descripción del cambio reportado                                          |
| ----------------------------- | ---------------- | ------------------------------------------------------------------------- |
| Boletín I-5                   | 2003-09-05       | Corrección ortográfica de CH-AI y CH-AR. Nuevo origen de lista            |
| Plataforma en línea de la ISO | 2020-11-24       | Se suprime le cantón CH-GR en francés; Se actualiza el origen de la lista |